# Alexandru Averescu
Alexandru Averescu, (Ozyornoye, 3 de abril [ jul. 9 de março] de 1859 — Bucareste, 2 de outubro de 1938), foi um marechal e político populista romeno. Foi comandante das Forças Armadas da Romênia durante a Primeira Guerra Mundial e ocupou o cargo de primeiro-ministro em três períodos alternados. Destacou-se inicialmente durante a revolta dos camponeses romenos de 1907, a qual ajudou a reprimir violentamente. Aclamado por defender seu país durante a guerra, usou sua popularidade para fundar e liderar o Partido do Povo, que ele levou ao poder em 1920-1921, com apoio do rei Ferdinand I e do Partido Liberal Nacional (PNL).
Seu controverso primeiro mandato ficou marcado por uma crise política e a oscilação do apoio do líder do PNL, Ion I. C. Brătianu. Houve edição de leis sobre reforma agrária e repressão às atividades comunistas, sendo enfim derrubado pela oposição.